# Canenx-et-Réaut

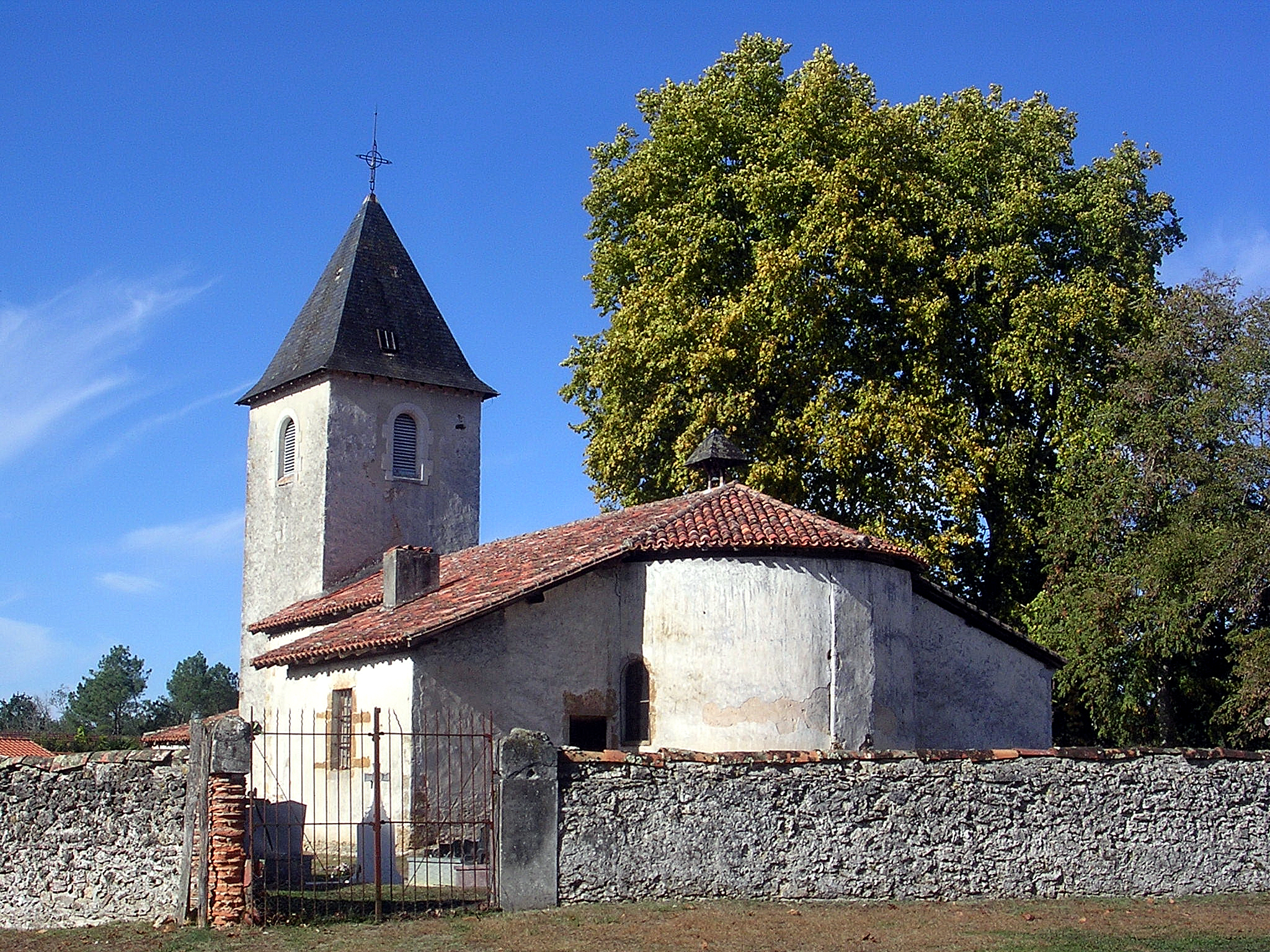
Kerk

Canenx-et-Réaut is een gemeente in het Franse departement Landes (regio Nouvelle-Aquitaine) en telt 156 inwoners (2005). De plaats maakt deel uit van het arrondissement Mont-de-Marsan.

## Geografie
De oppervlakte van Canenx-et-Réaut bedraagt 30,6 km², de bevolkingsdichtheid is 5,1 inwoners per km².
De onderstaande kaart toont de ligging van Canenx-et-Réaut met de belangrijkste infrastructuur en aangrenzende gemeenten.

## Demografie
Onderstaande figuur toont het verloop van het inwonertal (bron: INSEE-tellingen).